# Mjöbäck
Mjöbäck – miejscowość (tätort) w Szwecji, w regionie administracyjnym (län) Västra Götaland, w gminie Svenljunga.
Według danych Szwedzkiego Urzędu Statystycznego liczba ludności wyniosła: 300 (31 grudnia 2015), 304 (31 grudnia 2018) i 306 (31 grudnia 2019).